# Chiesa di Sant'Antonino Martire (Ficarolo)
La chiesa di Sant'Antonino Martire è un edificio religioso sito a Ficarolo, comune in provincia di Rovigo posto all'apice meridionale del Polesine, nel territorio che costeggia la sponda sinistra del fiume Po. 
La chiesa, dedicata ad Antonino di Pamiers, santo francese martire cristiano, venne edificata nella seconda parte del XVIII secolo su progetto dell'architetto Gaetano Barbieri in sostituzione della precedente, di due secoli più antica, che sorgeva, come quelle che la precedettero, ancora troppo vicino all'argine del Grande Fiume. L'edificio conserva l'originaria impostazione barocca con influenze neoclassiche e ospita opere d'arte a tema religioso che vanno dal XVI al XVIII secolo tra cui spiccano le undici statue in stucco attribuibili allo scultore veronese Alessandro Turchi.

## Campanile
Il campanile di Ficarolo è uno dei più pendenti d'Italia, infatti pende a strampiombo di ben 3,10 metri ed è secondo come rapporto pendenza/altezza alla Torre di Pisa. È alto 75 metri circa. Ospita un concerto di 6 campane, fuse in epoche diverse. Di seguito la cronotassi dei vari concerti:
- Anno 1792, Ficarolo ha il suo primo concerto. 
1^= (Campanone) peso 1282 kg. 
2^= (Mezzana) peso 709 kg. 
3^= (La Vecia) peso 450 kg. 
Massa complessiva: 2442 kg. 
Di queste campane, il campanone è stato fuso in quell'anno, mentre le 2 minori esistevano già da circa 2 secoli. 

- Anno 1828
L'arciprete don Francesco Porta ed i fabbriceri Luigi Pelegatti Ricci e Luigi Bulgarelli, per volontà della popolazione fanno rifondere dalla Cavadini di Verona le 2 minori, e ne aggiungono altre 2. 
1^= (Campanone) non rifuso, peso 1282 kg. 
2^= (Mezzanone) peso 719 kg. 
3^= (Mezzana) peso 529 kg. 
4^= (Mezzanella) peso 305 kg. 
Sonello= (Campanella), peso 146 kg. 
Massa complessiva: 2981 kg. 
Sono state inaugurate solennissimamente il 23 ottobre di quell'anno, pagate con le offerte del popolo in L. 3153,69 

- Anno 1890 
Il 13 marzo di quell'anno il margine esterno del campanone si slabbra, l'arciprete Mons. Pelegatti-Ricci ed i signori Emidio Bisi, Giuseppe Forti e Giuseppe Vaccari, fecero rifondere tutte le campane del concerto da Pietro Colbachini di Bassano del Grappa. 
1^= (Campanone) peso 1400 kg. 
2^= (Mezzanone) peso 1030 kg. 
3^= (La Vecia) peso 696 kg. 
4^= (Mezzanella) peso 496kg. 
Sonello= (Campanella) non rifusa, peso 142 kg. 
Massa complessiva:  3803 kg. 
Spesa della rifusione: L. 2859 

- Anno 1943
La seconda e la terza campana, insieme al campanone e al sonello, vengono requisite per scopi bellici. L'unica a salvarsi dalla requisizione è la quarta (Mezzanella). Le campane rimosse sono state rifuse dalla Daciano Colbachini di Padova nel 1950; il 14 settembre dello stesso anno fanno ritorno a Ficarolo.
1^= (Campanone) Do3, peso 1462 kg. 
2^= (Mezzanone) Re3, peso 1026 kg. 
3^= (La Vecia) Mi3, peso 685 kg. 
4^= (Mezzanella) Fa3, peso 496 kg. 
Sonello= Re4, peso 153 kg. 
Massa complessiva: 3822 kg. 

- Anno 2002
Viene rifuso il sonello, di nota re4, dalla fonderia De Poli di Vittorio Veneto (TV). 

- Anno 2003
In occasione dei lavori di consolidamento del campanile, per l'occasione viene aggiunta la quinta campana (nota sol3), fusa dalla fonderia De Poli di Vittorio Veneto (TV) e dedicata alla pace nel mondo.